# Шамші
Шамші́ (каз. Шәмші) — село у складі Аккулинського району Павлодарської області Казахстану. Входить до складу Каракалинського сільського округу.
Населення — 178 осіб (2021; 204 у 2009, 378 у 1999, 392 у 1989).
Національний склад станом на 1989 рік:
- казахи — 100 %